# Hugo dos Santos
Hugo Manuel Rodrigues dos Santos CvA • GcL • GoC (Oliveira do Hospital, 17 de Julho de 1933 – 5 de Outubro de 2010) foi um militar e desportista português. É considerado como um dos Capitães de Abril, pelo seu papel durante os eventos que levaram à Revolução de 25 de Abril de 1974.

## Biografia
Nasceu na vila de Oliveira do Hospital, em 17 de Julho de 1933. Em 1952 ingressou na Escola do Exército, onde concluiu os cursos de Infantaria, Transmissões, Criptologia e Programação de Computadores.
Enveredou pela carreira militar, tendo exercido como instrutor na Academia Militar, em Lisboa e na Escola Prática de Infantaria, em Mafra. Em 1962 esteve no arquipélago de Cabo Verde, possuindo já a patente de capitão, e em 1969 foi promovido a major. Segundo Vasco Lourenço, dirigente da Associação 25 de Abril, Hugo dos Santos foi «um dos principais impulsionadores do Movimento dos Capitães, sendo também um dos elementos mais activos na conspiração, que nos levaria ao 25 de Abril de 1974. A importância de Hugo dos Santos levá-lo-ia a integrar o Posto de Comando instalado no Regimento de Engenharia 1, na Pontinha». De acordo com os arquivos da Associação 25 de Abril, o major Hugo dos Santos e o capitão Vasco Lourenço foram responsáveis pela entrega de um documento a São Bento em Setembro de 1973, que tinha sido escrito em Moçambique e que contava com as assinaturas de 107 oficiais. Teve igualmente um papel destacado na ligação entre a marinha e o Movimento dos Capitães. Ainda em 1974 partiu para a Guiné, sendo promovido a tenente-coronel. Em 1975 exerceu como adido militar na embaixada portuguesa em Bucareste, na Roménia.
Em 1976 ascendeu a brigadeiro, e torna-se comandante da base militar de Tomar. Posteriormente, também ocupou esta função na Escola Prática de Infantaria, em Mafra. Em 1984 era responsável pela Direcção de Serviços de Transportes do Exército. Foi promovido a General em 1986, passando a comandar a Guarda-fiscal, posto do qual apresentou a sua demissão em 1992. Em 1993 fazia parte do Conselho Superior e Disciplinar do exército, e era responsável pela Direcção da Arma de Infantaria. Em 1995 era inspector–geral do exército.
Destacou-se igualmente pela sua carreira como desportista na modalidade de Basquetebol, tendo exercido como presidente da direcção da Federação Portuguesa de Basquetebol entre 1984 e 1992, e presidente da assembleia da Assembleia Geral da Associação de Basquetebol de Lisboa desde 1999 até ao seu falecimento. Também presidiu ao Comité Nacional do Minibásquete. Em 1999, foi um dos responsáveis pela organização do Campeonato do Mundo de Juniores, que se realizou em Portugal.
Faleceu em 5 de Outubro de 2010, aos 77 anos de idade. O funeral teve lugar na Igreja de Santo António, em Oeiras, tendo o corpo sido depois cremado no Cemitério de Rio de Mouro. A Federação Portuguesa de Basquetebol emitiu uma nota de pesar, onde destacou a sua carreira na modalidade, e decretou um minuto de silêncio em todos os jogos nacionais até ao dia 10 de Outubro. Em sua homenagem, a Federação criou a Taça Hugo dos Santos.
Foi condecorado com o grau de Cavaleiro na Ordem Militar de Avis em  14 de Janeiro de 1974, Grã-Cruz da Ordem da Liberdade em  1 de Outubro de 1985, e de Grande-Oficial da Ordem Militar de Cristo em 9 de junho de 1994. Também recebeu três medalhas de Serviços Distintos, duas de prata e uma de ouro, e foi condecorado com a Ordem Tudor Vladimirescu da Roménia.